# Chimamanda Ngozi Adichie
Chimamanda Ngozi Adichie (Enugu, 15 september 1977) is een Nigeriaanse auteur en feminist.

## Jeugd en opleiding
Adichie groeide op in een Igbo-familie in Nsukka, een stad in de staat Enugu in Zuidoost-Nigeria, waar haar beide ouders aan de Universiteit van Nigeria werkten. Bij toeval woonde ze in een huis waar Chinua Achebe eerder gewoond had. Ze studeerde anderhalf jaar medicijnen aan deze universiteit. In 1996 ging Adichie naar Amerika waar ze aan verschillende universiteiten literatuur en Afrikaanse studies studeerde. Na een periode aan Drexel University in Philadelphia studeerde ze af aan Eastern Connecticut State University. In 2003 haalde ze nog een masters degree aan Johns Hopkins University en in 2008 aan Yale University.

## Werk
Adichie debuteerde in 1997 met de gedichtenbundel Decisions en publiceerde daarna het toneelstuk For Love of Biafra. Haar eerste roman, Purple Hibiscus, kwam uit in 2003 en won de Commonwealth Writer's Prize. Daarna schreef ze het boek Half of a Yellow Sun, dat in 2006 werd gepubliceerd en de Orange prize won. De titel van deze roman verwijst naar de vlag van Biafra, een van 1967 tot 1970 de facto onafhankelijke staat in Nigeria.
In juli 2009 gaf Adichie een lezing voor de lezingenserie TED met de titel The danger of a single story. In datzelfde jaar verscheen een bundel met korte verhalen, The Thing Around Your Neck, en in 2012 de roman Americanah, volgens The New York Times een van de tien beste boeken van 2013.
In april 2013 gaf Adichie opnieuw een lezing voor de lezingenserie TED, dit keer voor de lokale conferentie TEDxEuston in Londen. De titel van de lezing was We should all be feminists, en de lezing is miljoenen keren bekeken via de website van TED en via YouTube.
Geluidsfragmenten van die lezing komen terug in het lied Flawless van Beyoncé, dat in 2013 uitkwam. Het jaar erop werd de lezing in boekvorm uitgegeven.
In 2017 verscheen Dear Ijeawele. A feminist manifesto in fifteen suggestions, een feministisch manifest in de vorm van een iets aangepaste brief met vijftien suggesties aan een vriendin (Ijeawele) die haar had gevraagd hoe ze haar pas geboren dochter feministisch kon opvoeden.
Adichies werk is vertaald in dertig talen. Artikelen werden opgenomen in o.a. The New Yorker, The Financial Times en The O. Henry Prize Stories.

## Erkenning
Ngozi Adichie wordt gezien als een van de belangrijkste Afrikaanse auteurs van haar generatie. Haar grote populariteit leverde haar vele prijzen op (o.a. de Commonwealth Writer’s Prize, de Orange Prize for Fiction en PEN awards).
Alle Zweedse zestienjarigen kregen in 2015 een gratis exemplaar van de Zweedse vertaling van het boek We should all be feminists.
Op 11 januari 2020 gaf Adichie in TivoliVredenburg in Utrecht de elfde Belle van Zuylen-lezing voor het International Literature Festival Utrecht (ILFU), georganiseerd door Het Literatuurhuis, in samenwerking met de gemeente Utrecht. Ook werd die dag aan haar de eerste Belle van Zuylenring toegekend, een ereprijs van het ILFU.